# Вурмбранд-Штуппах, Стефани
Графиня Стефани Вурмбранд-Штуппах (нем. Stephanie Wurmbrand-Stuppach; 26 декабря 1849, Пресбург, Австрийская империя (ныне Братислава, Словакия) — 16 февраля 1919) — австро-венгерский композитор, музыкант, пианистка, литератор.

## Биография
Родилась в 1849 году. Дочь директора Венгерской королевской почты. Её мать, Серафина Эдле фон Шлеменикс, была доктором права, дочерью тайного советника.
С детства проявляла талант к музыке, c пяти лет самостоятельно научилась играть на пианино, а к 11 годам запомнила почти все фуги и прелюдии Баха.
Позже училась игре на фортепиано. В 14-летнем возрасте сочинила свою первую композицию.
Затем под псевдонимом Стефани Бранд-Врабели выпустила сборник из тридцати песен. Выступала с концертами в Вене и других крупных городах Европы.
В 1869 году вышла замуж за графа Эрнста фон Вурмбранд-Штуппаха.
Занималась литературным творчеством, публиковалась в различных газетах.
В знак признания её достижений в искусстве и науке была награждена серебряной медалью герцогом Саксен-Кобург-Готским Эрнестом II.
Стефани Вурмбранд-Штуппах умерла в 1919 году.

## Избранные музыкальные сочинения
Для фортепиано:
- Three Character Pieces (Opus 8)
- Fifteen little fantasy pieces (Opus 24)
- Five Piano Pieces (Opus 25)
- Dance scenes (Opus 27)
- Two dances (Opus 29)
- Two Noveletten (Opus 31)
- La Gracieuse (Opus 32)
- The beautiful Mesuline (Opus 33)
- Three Piano Pieces (Opus 34)
- Seven Piano Pieces (Opus 37)
- Five Piano Pieces (Opus 38)
- From the mountains (Opus 39)
- Paraphrase on Two Hungarian Folk Songs (Opus 40)
- Concert-Para phase (Opus 41)
- Ocean (Opus 43)
- Conzert Etude (Opus 44)
- Kliczków (Opus 45)
- Six Piano Pieces (Opus 46)
- Three Piano Pieces (Opus 50)
- Aeolian Harp (Opus 52)
- Piano study for the left hand (Opus 53)
- Seven Piano Pieces (Opus 54)
- Barcarolle (Opus 55)
- Eleven piano pieces (Opus 61)
- Elf at the spinning wheel (Opus 63)
- Night Music on Kieferstadtel (Opus 64)
- Three Piano Pieces
- Three Piano Pieces
- Three Piano Pieces
- Three Piano Pieces
- Character piece
- Four Piano Pieces
- Ivy-leaf
- Eight Piano Pieces
- Ten Pieces for Piano

Соната для фортепиано:
- Sonata (Opus 35)

Элегия:
- Auf der Glatzen (Opus 51)

Гимн:
- Kaiserin Elisabeth-Hymne

Концертные пьесы:
- Concert pieces in Hungarian style (Opus 26)
- Concert Piece (Opus 57)

Песни:
- Der Wald ist kühl (Opus 1)
- Vier Lieder (Opus 28)
- Romanze (Opus 30)
- Nur ein Herz sei mein eigen (Opus 61)
- Wiegenliedchen
- Ich hab’ im Traum geweinet

Марш:
- Graf Wilczel

Квинтет:
- My day has three hours (Opus 23)

Танцевальная музыка:
- Waltz (Opus 36)
- Waltz (Opus 42)
- Steffi-Walzer (Opus 62)
- Waltz
- Waltz

Скрипичная соната:
- Sonata